# کریگ ردموند
کریگ ردموند (انگلیسی: Craig Redmond؛ زادهٔ ۲۲ سپتامبر ۱۹۶۵) بازیکن هاکی روی یخ اهل کانادا است.
از باشگاه‌هایی که در آن بازی کرده‌است می‌توان به ادمونتون اویلرز اشاره کرد.